# 多奈哌齐
多奈哌齐（Donepezil），商品名为安理申（Aricept），是一种用于治疗阿茲海默症的药物。据称，它能够在一定程度上改善心理功能和日常功能。然而，尚未证实该药物能够改变疾病的进程。如果没有观察到病情的改善，应考虑停止使用该药物。多奈哌齐通过口服给药。
常见的副作用包括恶心、失眠、产生攻击性、腹泻、疲劳和肌肉痉挛，严重的副作用可能包括心律不整、膀胱排尿困难、癲癇發作 。多奈哌齐是一种中枢作用的可逆性乙酰胆碱酯酶抑制剂。
1996年，多奈哌齐在美国获得了用于医疗目的的批准，可用作通用名药物。在英国，截至2019年，NHS的典型月供应成本约为8.44英镑。而在美国，其批发成本约为1.38美元。2016年，它是美国处方药品中排名第98位，超过700万处方被开具。

## 医疗用途
没有证据表明多奈哌齐或其他类似药物会改变阿茲海默症的病程，而6至12个月的对照研究表明该药物对认知与行为适度有益。英國國家健康與照顧卓越研究院（NICE）建议将多奈哌齐作为治疗轻度至中度阿尔茨海默病的一种选择，但应经常检查患者，如果没有较大改善，则应停止。2006年，美国食品药物监督管理局也批准了多奈哌齐用于治疗阿尔茨海默病导致的轻、中、重度痴呆。